# ديادومينيان
ديادومينيان ( /daɪˈædʊˌmiːniən/ ؛ (باللاتينية: Marcus Opellius Antoninus Diadumenianus)‏ (/ 14/19 سبتمبر 208 - يونيو 218) هو ابن الإمبراطور الروماني ماكرينوس وشريكه في الحكم.  كانت والدته نونيا سيلسا ، وقد يكون اسمها وهميًا.  أصبح ديادومينيان قيصرًا في مايو 217. ثار الإجبالوس في مايو 218 ، وتم ترقية ديادومينيان إلى إمبراطور مشارك.  بعد هزيمة ماكرينوس في معركة أنطاكية ، في 8 يونيو 218 ، أُرسل ديادومينيان إلى محكمة أرتابانوس الخامس لضمان سلامته ؛  ومع ذلك ، تم القبض عليه وإعدامه على طول الطريق ، في أواخر يونيو

## التاريخ
ولد ديادومينيان في 14 سبتمبر 208 ، واسمه ماركوس أوبيليوس ديادومينيانوس ، لماكرينوس ، الحاكم الإمبراطوري والإمبراطور المستقبلي من أصل بربري ،  وزوجته الوهمية نونيا سيلسا .  أعلن ماكرينوس نفسه إمبراطورًا في 11 أبريل 217 ، بعد ثلاثة أيام من اغتيال الإمبراطور كركلا . بعد فترة وجيزة ، تم ترقية ديادومينيان إلى قيصر في زيوغما ، بينما كان حارسه يرافقه من أنطاكية إلى بلاد ما بين النهرين ، للانضمام إلى والده. كما أطلق عليه اسم أنطونيوس تكريما للسلالة الأنطونية في ذلك الوقت.  في 16 مايو 218 ، اندلعت ثورة ضده في إميسا من قبل Elagabalus ، أحد أقارب كركلا من خلال والدته ، جوليا Soaemias ، التي كانت ابنة عم كاراكالا. من أجل إخماد التمرد ، قاد ماكرينوس جحافله إلى الحصن البريتوري في أفاميا . هناك رفع ماكرينوس ديادومينيان إلى أغسطس ، مما جعله شريكًا للإمبراطور. بعد هزيمة ماكرينوس من قبل إيل جبل في 8 يونيو 218 ، في معركة أنطاكية ، فر ماكرينوس شمالًا إلى مضيق البوسفور . قبل أن يفر ، أوكل ديادومينيان إلى الخدم المخلصين ، وأمرهم بنقله إلى الإمبراطورية البارثية ، إلى محكمة أرتابانوس الخامس ، لضمان سلامته. تم القبض على ديادومينيان وهو في طريقه إلى زيوغما ، وتم إعدامه في أواخر يونيو.   تم إحضار رأسه إلى Elagabalus ، وبحسب ما ورد احتفظ به كتذكار. 

## علم العملات
أثناء قيصر ، تم ضرب عدد كبير من العملات المعدنية لديادومينيان ، على الرغم من أنها أقل من المبلغ الذي تم ضربه لوالده.  العملات المعدنية التي يصور فيها على أنه أغسطس محدودة للغاية ، والعملات المعدنية الوحيدة المعروفة منذ ذلك الوقت هي الديناري.  وقد أدى ذلك إلى الاقتراح ، الذي اقترحه لأول مرة عالم النقود القديم كورتيس كلاي ، بأن عددًا كبيرًا من العملات المعدنية كان يُصنع من أجل ديادومينيان ، ولكن سرعان ما تذوب عندما انتشر خبر هزيمة ماكرينوس.  والجدير بالذكر أن بعض عملات المقاطعات الشرقية من تلك الفترة موجودة والتي أعطت Diadumenian العنوان sebastos ، في ذلك الوقت المعادل اليوناني لـ augustus الروماني. [5]  من حيث العملات الذهبية ، يمتلك ديادومينيان نمطًا واحدًا معروفًا من aureus ، يحمل صورته على الوجه ، ويعرض Spes يقف على ظهره ، ونمط معروف من half-aureus ، يحمل صورته على الوجه ، ويظهر نفسه وهو يحمل صورة  صولجان ومعيار
قيصر ، تم ضرب عدد كبير من العملات المعدنية لديادومينيان ، على الرغم من أنها أقل من المبلغ الذي تم ضربه لوالده.  العملات المعدنية التي يصور فيها على أنه أغسطس محدودة للغاية ، والعملات المعدنية الوحيدة المعروفة منذ ذلك الوقت هي الديناري.  وقد أدى ذلك إلى الاقتراح ، الذي اقترحه لأول مرة عالم النقود القديم كورتيس كلاي ، بأن عددًا كبيرًا من العملات المعدنية كان يُصنع من أجل ديادومينيان ، ولكن سرعان ما تذوب عندما انتشر خبر هزيمة ماكرينوس.  والجدير بالذكر أن بعض عملات المقاطعات الشرقية من تلك الفترة موجودة والتي أعطت Diadumenian العنوان sebastos ، في ذلك الوقت المعادل اليوناني لـ augustus الروماني. [5]  من حيث العملات الذهبية ، يمتلك ديادومينيان نمطًا واحدًا معروفًا من aureus ، يحمل صورته على الوجه ، ويعرض Spes يقف على ظهره ، ونمط معروف من half-aureus ، يحمل صورته على الوجه ، ويظهر نفسه وهو يحمل صورة  صولجان ومعيار

### اقتباسات
1. ↑   https://finds.org.uk/database/artefacts/record/id/562126. {{استشهاد ويب}}: |url= بحاجة لعنوان (مساعدة) والوسيط |title= غير موجود أو فارغ (من ويكي بيانات) (مساعدة)
2. ↑  Potter 2004.
3. 1 2 3  Vagi 2000.
4. ↑  Bédoyère 2017.
5. ↑  Bunson 1991.

- Bédoyère، Guy de la (2017). Praetorian: The Rise and Fall of Rome's Imperial Bodyguard. Yale University Press. ISBN:9780300226270.Bédoyère، Guy de la (2017). Praetorian: The Rise and Fall of Rome's Imperial Bodyguard. Yale University Press. ISBN:9780300226270. Bédoyère، Guy de la (2017). Praetorian: The Rise and Fall of Rome's Imperial Bodyguard. Yale University Press. ISBN:9780300226270.
- Bunson، Matthew (1991). Encyclopedia of the Roman Empire. Facts On File. ISBN:9781438110271.Bunson، Matthew (1991). Encyclopedia of the Roman Empire. Facts On File. ISBN:9781438110271. Bunson، Matthew (1991). Encyclopedia of the Roman Empire. Facts On File. ISBN:9781438110271.
- Cooley، Alison E. (2012). The Cambridge Manual of Latin Epigraphy. Cambridge University Press. ISBN:978-0-521-84026-2.Cooley، Alison E. (2012). The Cambridge Manual of Latin Epigraphy. Cambridge University Press. ISBN:978-0-521-84026-2. Cooley، Alison E. (2012). The Cambridge Manual of Latin Epigraphy. Cambridge University Press. ISBN:978-0-521-84026-2.
- Friedberg، Arthur L.؛ Friedberg، Ira S.؛ Friedberg، Robert (2017). Gold Coins of the World - 9th edition: From Ancient Times to the Present. An Illustrated Standard Catlaog with Valuations. Coin & Currency Institute. ISBN:9780871840097.Friedberg، Arthur L.؛ Friedberg، Ira S.؛ Friedberg، Robert (2017). Gold Coins of the World - 9th edition: From Ancient Times to the Present. An Illustrated Standard Catlaog with Valuations. Coin & Currency Institute. ISBN:9780871840097. Friedberg، Arthur L.؛ Friedberg، Ira S.؛ Friedberg، Robert (2017). Gold Coins of the World - 9th edition: From Ancient Times to the Present. An Illustrated Standard Catlaog with Valuations. Coin & Currency Institute. ISBN:9780871840097.
- Potter, David (2004). The Roman Empire at Bay, AD 180-395 (بالإنجليزية). Routledge. ISBN:978-0-415-10057-1.Potter, David (2004). The Roman Empire at Bay, AD 180-395 (بالإنجليزية). Routledge. ISBN:978-0-415-10057-1. Potter, David (2004). The Roman Empire at Bay, AD 180-395 (بالإنجليزية). Routledge. ISBN:978-0-415-10057-1.
- Vagi، David L. (2000). Coinage and History of the Roman Empire, c. 82 B.C.- A.D. 480. Fitzroy Dearborn. ISBN:9781579583163.Vagi، David L. (2000). Coinage and History of the Roman Empire, c. 82 B.C.- A.D. 480. Fitzroy Dearborn. ISBN:9781579583163. Vagi، David L. (2000). Coinage and History of the Roman Empire, c. 82 B.C.- A.D. 480. Fitzroy Dearborn. ISBN:9781579583163.

| منصب | منصب | منصب |
| ---- | ---- | ---- |
| سبقه | '    | تبعه |